# 有机铟化学
有机铟化学是研究含碳-铟键化合物的化学分支。由于铟在自然界含量稀少、分布分散，故没有同族的硼和铝研究的广泛而深入。在有铟化合物中，铟可以以+1或+3氧化态的形式出现。
三烃基铟可以由三卤化铟和格氏试剂或有机锂试剂反应得到：
InCl3 + 3 PhLi —THF→ Ph3In + 3 LiCl
铟和二烃基汞反应也能得到三烃基铟：
2 In + 3 Ph2Hg → 2 Ph3In + 3 Hg
烯丙基卤或炔丙基卤和金属铟可以直接反应，生成相应的烃基铟化合物。所用的卤代烃可以是溴代烃或者是碘代烃，也可以是加了活化试剂（如LiI）的氯代烃，产物是以R3In2X3或RInI2形式存在，它们一般不经过进一步的分离而直接用于和羰基化合物或炔烃的加成反应。
环戊二烯基铟（CpIn）可由CpNa和InCl3反应得到。